# Egerbocs
Egerbocs is een plaats (község) en gemeente in het Hongaarse comitaat Heves. Egerbocs telt 631 inwoners (2002).